# CB-Gateway
CB-Gateways sind automatisch betriebene CB-Funkgeräte, die über das Internet miteinander vernetzt sind. So kann das Internet als virtuelle Funkstrecke dienen und Sprache (durch das Netz) über große Entfernungen übertragen. Durch die Übertragung ("Tunnelung") von CB-Funk-Aussendungen über das Internet wird der Aktionsradius von CB-Funkgeräten erheblich erweitert.

## Prinzip
Das Funkgerät am Standort A empfängt die Sprache. Der Lautsprecher-Ausgang dieses Funkgerätes ist mit dem LINE-IN-Eingang eines Computers verbunden und im Computer wird das Audio-Sprach-Signal digitalisiert und ähnlich Voice-over-IP-Übertragungen durch das Internet übertragen. Das Prinzip ist ähnlich dem im Amateurfunkdienst angewandten Echolink. Bei CB-Gateways gibt es jedoch keine einheitliche Struktur, sondern viele konkurrierende Systeme und Server. Ähnlich wie in Chat-Räumen kann man sich verschiedenen virtuellen Runden anschließen und bekommt dann das entsprechende Audio-Signal zu seinem Funkgerät am Standort B übertragen. Der PC übernimmt die Analog-/Digital-Wandlung; ein Adapter zwischen PC und Funkgerät die Tastung des Senders und das Übertragen des Sprachsignals.
Für den Betreiber von CB-Gateways ist, nach dem Installieren und Konfigurieren der Software (z. B. Free Radio Network, eQSO, Mumble, Teamspeak oder Virtual CB Funk) und dem Zusammenbau des Audio-Adapters der Aufbau des Gateways bereits abgeschlossen.  
Einige Betreiber von zentralen Servern haben sich zu sogenannten Sprachfunknetzwerken zusammengeschlossen. Sie wollen so ein Netzwerk von CB-Gateways bilden, das CB-Funkern ermöglichen soll, mit geringer Sendeleistung Verbindungen europaweit zu führen (zurzeit hauptsächlich in Deutschland, Österreich und den Benelux-Staaten).

## Rechtliche Aspekte in Deutschland
Die rechtliche Situation von CB-Gateways war bis Ende 2006 umstritten. In den CB-Funk-Bestimmungen hatte die Bundesnetzagentur (BNetzA) als Aufsichtsbehörde festgelegt, dass Sprachübertragungen zwischen CB-Funkanlagen nur auf direktem Wege stattfinden dürfen. Sprachübertragung zwischen CB-Funkgeräten über unbemannte automatisch betriebene Stationen oder andere vermittelnde Netze war nicht gestattet. Im April 2006 war die Außerbetriebnahme eines Gateways seitens der BNetzA angeordnet worden. Durch die Kopplung des Funkgerätes mit dem PC sei die Funkanlage in der Betriebsart 'Sprache via Internet (VoIP)' betrieben worden und diese Betriebsart sei, so die BNetzA, in der Allgemeinzuteilung dem CB-Funk nicht zugeteilt worden.
Dennoch habe die Behörde bei der Erstellung der Vorschriften kein spezielles Verbot von CB-Gateways beabsichtigt. Deswegen hat sie zur Klärung der rechtlichen Situation von CB-Gateways am 20. Dezember 2006 die Vorschriften für den CB-Funk teilweise geändert und vier Kanäle für den Gateway-Betrieb freigegeben.
Am 16. Januar 2008 wurde die Zahl der Gateway-Kanäle von vier auf sieben erhöht. Seitdem ist in Deutschland der Gateway-Betrieb auf den Kanälen 11, 29, 34, 39, 61, 71 und 80 zulässig.
Ab 1. April 2016 sind neun Gateway-Kanäle in Deutschland möglich. Gateway-Betrieb auf den Kanälen 11, 29, 34, 39, 40, 41, 61, 71 und 80 zulässig.

## Belege
1. ↑  Vfg Nr.  11 / 2016 Allgemeinzuteilung von Frequenzen für den CB -Funk. Ehemals im Original (nicht mehr online verfügbar); abgerufen im Oktober 2016. (Seite nicht mehr abrufbar. Suche in Webarchiven)